# Cyanamid
Cyanamid är en amid av cyansyra med formeln CN2H2.

## Egenskaper
Cyanamid har en struktur som liknar cyanväte, men är inte lika giftig. Den är en syra med pKa = 1,1 och kan bilda salter med alkalimetaller av vilka kalciumcyanamid (CaCN2) är den vanligaste.
Cyanamid är ett dehydrogeneringsmedel och kan driva kondensationsreaktioner.

## Framställning
Cyanamid framställs vanligen genom hydrolys av kalciumcyanamid.
{\displaystyle {\rm {CaCN_{2}+H_{2}O+CO_{2}\rightarrow CaCO_{3}+CN_{2}H_{2}}}}
Cyanamid kan också framställas genom att reagera cyanklorid (CNCl) med ammoniak (NH3).
{\displaystyle {\rm {CNCl+NH_{3}\rightarrow CN_{2}H_{2}+HCl}}}

## Användning
Cyanamid används främst för tillverkning av urea (CO(NH2)2) och tiourea (CS(NH2)2) genom reaktion med ett protiskt lösningsmedel som vatten eller svavelväte.
{\displaystyle {\rm {CN_{2}H_{2}+H_{2}O\rightarrow CO(NH_{2})_{2}}}}
{\displaystyle {\rm {CN_{2}H_{2}+H_{2}S\rightarrow CS(NH_{2})_{2}}}}